# Канталь (сплав)

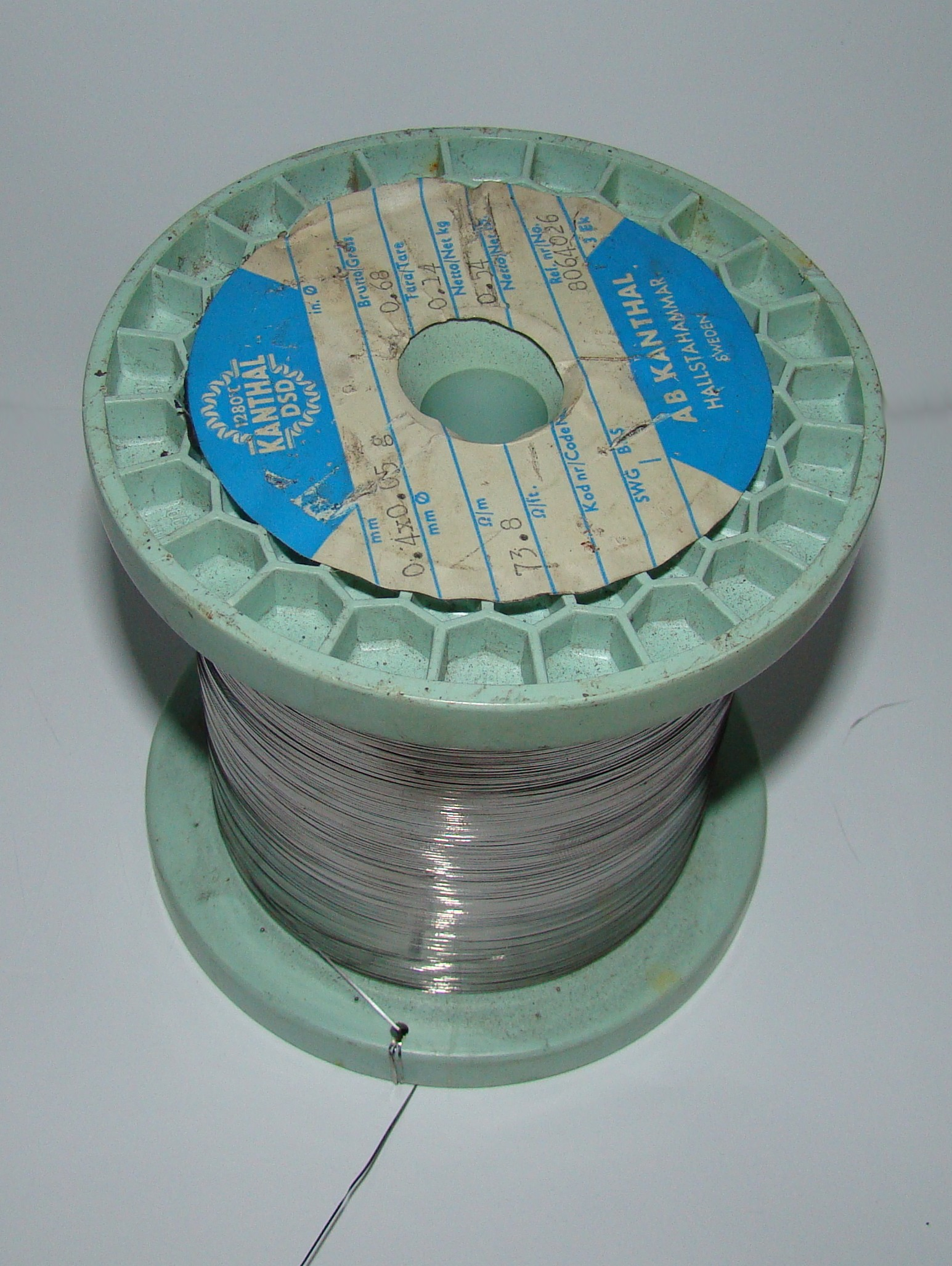
Канталевий дріт

Канта́ль (кантал, kanthal; FeCrAl) — прецизійний сплав на основі заліза, що містить близько 20…22 % хрому, 5…6 % алюмінію і 0,5 % кобальту, й характеризується високим електричним опором та жаротривкістю.
Назва походить від торгової марки Kanthal® компанії Kanthal AB (Швеція), якій належать права на продукцію з цього сплаву.
Канталь вирізняється високим питомим електричним опором (до 1,45 Ом мм²/м) та високою жаростійкістю (до 1375 °С). Температура плавлення: бл. 1510 °С. Вироби з канталю у вигляді дротів або стрічок використовують для виготовлення нагрівальних елементів в електропечах.
Приклади:
- Kanthal A1 (72 % Fe, 20 % Cr, 5 % Al, 3 % Co) — питомий опір 1,45 Ом мм²/м, температура плавлення 1500 °C, температура експлуатації до 1300 °C;
- Kanthal D (69 % Fe, 22 % Cr, 5,8 % Al, 3 % Zn, до 0,7 % Si) — питомий опір 1,35 Ом мм²/м і температура експлуатації до 1150 °C.

За міждержавним стандартом ГОСТ 12766.1-90 аналогами канталю є сплави типу хромаль марок Х23Ю5, Х23Ю5Т.